# Oranžská řeka
Oranžská řeka (afrikánsky Oranjerivier, anglicky Orange River, v české kartografické terminologii zvaná též Oranje nebo Orange) je řeka v Jižní Africe. Protéká Lesothem, Jihoafrickou republikou (Svobodný stát, Severní Kapsko) a Namibií. Je 1860 km dlouhá. Povodí má rozlohu 1 036 000 km². Pojmenovaná je na počest prince Oranžského účastníkem holandské expedice Skotem R. J. Gordonem.

## Průběh toku

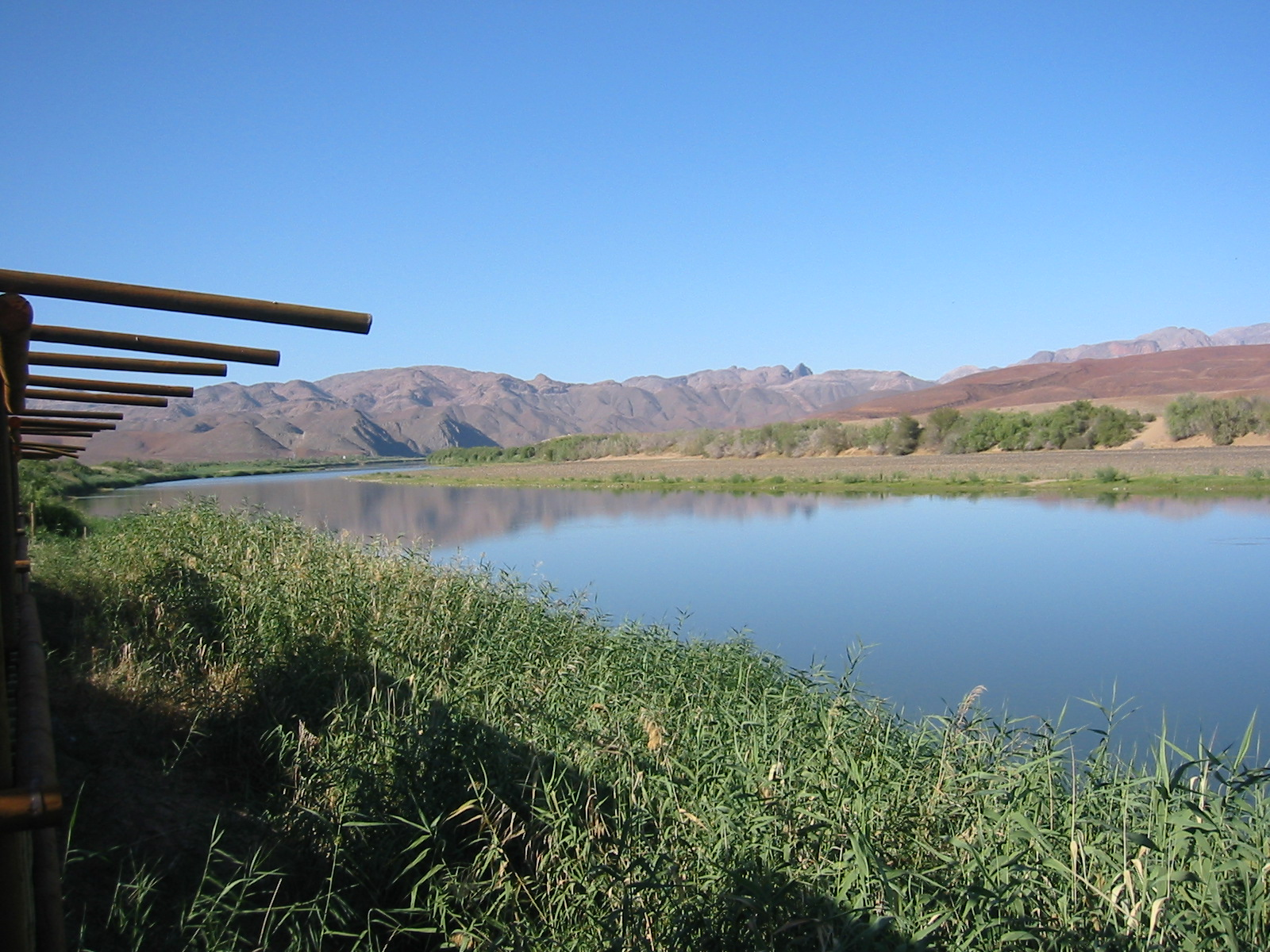
Oranžská řeka

Pramení na svazích hory Mount o Surs v Dračích horách v nadmořské výšce 3160 m. U pramene se nazývá Sinku a teče směrem na západ. Protéká suchou oblastí Vysoký Veld, kde ztrácí část své vody vypařováním a prudce zmenšuje své rozměry. V období sucha v těchto místech téměř vysychá, ale v období dešťů se úroveň hladiny opět rychle zvedá. Pod ústím řeky Vaal vtéká na Kapskou planinu, kde teče v soutěsce. Protéká jižním okrajem pouště Kalahari. Zde se stává mělkou. Pod ústím řeky Chartbis vytváří peřeje a kaskády vodopádů Augrabies, na nichž během několika kilometrů klesá o 146 m. Pokračuje v soutěsce a posledních 97 km po rovině. Při ústí do Atlantského oceánu vytváří práh.

## Přítoky
Hlavní přítoky jsou zprava Kaledon a Vaal. Do řeky zprava také ústí suché koryto řeky Molopo.

## Vodní režim
Zdroj vody je dešťový a režim povodňový. Nejvyšší vodnosti dosahuje od listopadu do března s maximem na přelomu února a března. Nejnižší úrovně dosahuje v červenci a srpnu. Průtok silně kolísá a v různých letech se značně liší. Průměrný roční průtok vody u města Prieska činí 350 m³/s. Celkové množství unášených pevných částic za rok činí 153 Mt.

## Využití
Vodní doprava na řece není možná. V povodí řeky byly vybudovány zavlažovací systémy Vaal-Charts a na řece Rit, která je přítokem Vaalu. Od roku 1966 byla zahájena realizace projektu na využití vodních zdrojů v povodí řeky. Byly vybudovány hydrouzly Hendrik Verwoerd (1972) a Vanderkloof (u Petrusville). Byl postaven tunel dlouhý 82 km skrze hory od přehrady Hendrik Verwoerd k hornímu toku řeky Great Fish za účelem zavlažování a zlepšení zásobování vodou pro města Bloemfontein, Kimberley, Port Elizabeth. Na řece leží města Alival Nort, Prieska, Apington.
Řeka má také výrazný turistický potenciál. Díky vysokým stavům vody v létě je řeka atraktivní na svém dolním toku pro rekreační kanoistiku a rafting.

## Fauna
Oranžská řeka má malou druhovou rozmanitost ryb. Žije v ní jen 16 druhů ryb, z toho 4 druhy jsou zavlečené – kapr obecný, pstruh duhový, tlamoun mosambický a gambusie komáří. Sedm druhů je endemických pro Oranžskou řeku a Vaal – sumíček Sclaterův, parmička natalská, parmička namibijská, mesobola jihoafrická, parma lesklá, parma velkotlamá a labeo kapské. V povodí řeky není žádná větší fauna, nežijí zde krokodýli a poslední hroch obojživelný zde byl uloven v roce 1800.